# Seznam francoskih kardinalov
Seznam francoskih kardinalov.

## A
- Pierre d'Ailly
- Louis d'Albret
- Louis Aleman
- Charles-Martial Allemand-Lavigerie (tudi Charles Lavigerie?)
- Georges d'Amboise
- Léon-Adolphe Amette
- Anchero Pantaleone
- Pierre kardinal Andrieu
- Georges d'Armagnac
- Paul-Thérèse-David d'Astros
- Emmanuel-Theódose de la Tour d'Auvergne de Bouillon
- Jean-Marc Noël Aveline
- Gilles Aycelin de Montaigu
- Bernard Ayglier

## B
- Jean Marie Balland
- Jean Balue
- Etienne de Bar
- Philippe Barbarin
- Alfred-Henri-Marie Baudrillart
- Louis-François de Bausset-Roquefort
- Jean du Bellay
- Jean-Baptiste de Belloy-Morangle (1709-1808)
- Joseph Bernet
- Pierre Bertrand
- Pierre de Bérulled
- Louis-Marie Billé
- Alexis Billiet
- Jean de Billheres
- Louis Billot
- Charles Binet
- René de Birague
- Jean de Dieu-Raymond de Cucé de Boisgelin
- Louis Jacques Maurice de Bonald
- Lucien-Louis-Joseph-Napoleon Bonaparte
- Henri-Marie-Gaston Boisnormand de Bonnechose
- Emmanuel Théodose de la Tour d'Auvergne
- Charles de Bourbon
  - Charles II., grof Bourbonski (1434–1488), kardinal
  - Charles, kardinal de Bourbon  (1523–1590)
  - Charles II kardinal de Bourbon (1562–1594), kardinal de Vendôme
- Hélie de Bourdeilles
- Joseph-Christian-Ernest Bourret
- Jean-Pierre Boyer
- Guillaume Briçonnet
- Étienne Charles de Loménie de Brienne
- Jean-Allarmet de Brogny
- Geoffroy Brossais-Saint-Marc
- François-Xavier Bustillo

## C
- Etienne-Hubert de Cambacérès
- Alfonso Capecelatro di Castelpagano
- François Guillaume de Castelnau-Clermont-Ludève
- Philippe de la Chambre
- Guillaume de Chanac
- Charles II., vojvoda Bourbona
- Alexis-Armand Charost
- Jean-Louis Lefebvre de Cheverus
- Jean Cholet
- Anne-Antoine-Jules de Clermont-Tonnerre
- Ferry de Clugny
- Robert-Joseph Coffy
- Matthieu Cointerel
- Odet de Coligny
- Pierre Bertrand de Colombier
- Yves-Marie-Joseph Congar
- Pierre-Hector Coullie
- Guillaume Court
- Jean du Cros
- Gustave Maximilien Juste de Croÿ-Solre

## D
- Jean Daniélou
- Albert Decourtray
- Gilles Deschamps
- Florian-Jules-Félix Desprez
- Auguste-René-Marie Dubourg
- Ferdinand-François-Auguste Donnet
- François-Virgile Dubillard
- Guillaume Dubois
- Louis-Ernest Dubois
- Antoine Duprat
- Jacques-Davy Duperron
- Léon-Etienne Duval (1903-1996, Alžirija)

## E
- Anne de Perusse d'Escars de Giury
- François d'Escoubleau de Sourdis
- Guillaume d'Estouteville
- Roger (Marie Élie) Etchegaray (1922-2019)
- Pierre Eyt

## F
- Frédéric de Falloux du Coudray
- Guillaume Farinier
- Maurice Feltin
- Joseph Fesch
- André-Hercule de Fleury
- Toussaint de Forbin-Janson
- Joseph-Alfred Foulon
- Bérenger Fredol

## G
- Gabriel-Marie Garrone
- Hyacinthe-Sigismond Gerdil
- Pierre-Marie Gerlier
- Pierre Giraud
- Guillaume Pierre Godin
- Jean François Paul de Gondi de Retz
- Henri de Gondi
- Pierre de Gondi
- Thomas-Marie-Joseph Gousset
- Antoine Perrenot de Granvelle
- Georges-François-Xavier-Marie Grente
- Joseph Hippolyte Guibert
- Aimé-Victor-François Guilbert
- Louis-Jean Guyot
- Gérard du Puy

## H
- Charles de Hémard de Denonville
- Jean Marcel Honoré
- Guillaume Huin d'Estaing

## I
- Joachim-Jean-Xavier d'Isoard

## J
- Jean Jouffroy
- François de Joyeuse
- André-Damien-Ferdinand Jullien

## L
- Guillaume-Marie-Joseph Labouré
- Henri Albert de La Grange d'Arquien
- Jean de la Grange
- Dominique de La Rochefoucauld
- François de La Rochefoucauld
- Frédéric-Jérôme de La Rochefoucauld
- Anne-Louis-Henri de La Fare
- Bertrand Lagier
- Benoît-Marie Langénieux
- Alphonse-Hubert de Latier de Bayane
- Jean-Baptist-Marie-Anne-Antoine de Latil
- Louis-Joseph de Laval-Montmorency
- Charles Lavigerie (Charles-Martial Allemand-Lavigerie), Alžirija
- Étienne Le Camus
- Jean Le Veneur
- Victor-Lucien-Sulpice Lécot
- Joseph-Charles Lefèbvre
- Robert de Lenoncourt
- Alexis Lépicier
- Achille Liénart
- Henri de Lubac
- Louis Luçon
- Jean-Marie Lustiger
- Philippe de Luxembourg
- Pierre de Luxembourg
- César Guillaume de La Luzerne

## M
- François de Mailly
- Gui de Maillesec
- Dominique François Joseph Mamberti
- Jacques-Paul Martin
- Joseph-Marie-Eugène Martin
- François Marty
- François-Désiré Mathieu
- Jacques-Marie-Adrien-Césaire Mathieu
- Louis-Joseph Maurin
- Jean-Sifrein Maury
- Giulio Raimondo Mazzarino
- Guillaume-René Meignan
- Guillaume de Montfort
- Louis-Joseph de Montmorency-Laval
- François-Nicholas-Madeleine Morlot
- Jean de Moulins

## N
- Louis-Antoine de Noailles

## O
- Jean d'Orléans-Longueville
- Arnaud d'Ossat

## P
- Bernard Panafieu
- Guy Paré
- Nicolas de Pellevé
- Raymond Peraudi
- Adolphe Perraud
- Pierre-André-Charles Petit de Julleville
- Paul-Pierre Philippe
- Louis-Édouard-François-Desiré Pie
- Christophe Louis Yves Georges Pierre
- François-Joachim de Pierre de Bernis
- Jean Baptiste Francois Pitra
- Charles-Philippe Place
- Alphonse-Louis du Plessis de Richelieu
- Armand Jean du Plessis de Richelieu
- Melchior de Polignac
- Jacques-Marie-Antoine-Célestin du Pont
- Etienne-René Potier de Gesvres
- Paul Poupard

## R
- René-François Régnier
- Alexandre Renard
- Jean-Pierre Ricard
- François-Marie-Benjamin Richard
- Paul Marie André Richaud
- Alphonse-Louis du Plessis de Richelieu
- Armand Jean du Plessis de Richelieu
- Charles-Antoine de la Roche-Aymon
- Jean-François-Joseph de Rochechouard de Faudoas
- Louis René Édouard de Rohan
- Clément-Emile Roques
- François-Marie-Anatole de Rovérié de Cabrières

## S
- Jules-Géraud Saliège
- Antoine Sanguin
- Nicolas-Charles de Saulx-Tavannes
- Hector Sévin
- François de Sourdis
- Guillaume-Marie-Romain Sourrieu
- Emmanuel Célestin Suhard

## T
- Alexandre-Angélique Talleyrand de Périgord
- Hélie de Talleyrand-Périgord
- Jean-Louis Tauran
- Pierre Guérin de Tencin
- Henri-Pons de Thiard de Bissy
- Léon-Benoit-Charles Thomas
- Eugène-Gabriel-Gervais-Laurent Tisserant
- Stanislas-Arthur-Xavier Touchet
- Hugues-Robert-Jean-Charles de la Tour d'Auvergne-Lauraquais
- François de Tournon
- Bertrand de Turre

## V
- Albert Vanhoye
- Jean Verdier
- Jean-Paul Vesco (Alžirija)
- Pierre Veuillot
- Jean-Marie Villot
- André Armand Vingt-Trois
- Vital du Four